# Beachhandball bei den Central American and Caribbean Sea and Beach Games
Beachhandball bei den Central American and Caribbean Sea and Beach Games ist Bestandteil der Multisport-Veranstaltung Central American and Caribbean Sea and Beach Games (spanisch Juegos Centroamericanos y del Caribe Mar y Playa). Die erste Austragung ist für Mitte November 2022 angesetzt.
Die Ausrichtung der Central American and Caribbean Sea and Beach Games wurde von der Central American and Caribbean Sports Organization (ODECABE) (mittlerweile Centro Caribe Sports) auf ihrer Generalversammlung im Oktober 2019 beschlossen. Sie wird von der Organisation auch in Verbindung mit den jeweiligen nationalen und regionalen Ausrichtern organisiert sowie durchgeführt und soll alle zwei Jahre stattfinden. Beachhandball ist eine der Gründungssportarten der Veranstaltung. Je Geschlecht treten sechs Mannschaften an.

## Frauen
| 2022 Details | Santa Marta, Kolumbien | Mexiko | 2:0 | Venezuela | Kolumbien | 2:0 | Dominikanische Republik |

### Platzierungen der weiblichen Nationalmannschaften
| Nation                  | 2022 |
| ----------------------- | ---- |
| Dominikanische Republik | 04   |
| Kolumbien               | 03   |
| Martinique              | 06   |
| Mexiko                  | 01   |
| Puerto Rico             | 05   |
| Venezuela               | 02   |
| Teilnehmerzahl          | 6    |

| Legende | Legende | Legende | Legende                                             |
| ------- | ------- | ------- | --------------------------------------------------- |
| 1       | 2       | 3       | Podest-Platzierungen                                |
| 4       | 4       | 4       | Halbfinalist                                        |
| 5 bis 8 | 5 bis 8 | 5 bis 8 | Viertelfinalisten                                   |
| T       | T       | T       | teilgenommen, aber keine Platzierungsspiele         |
| X       | X       | X       | Mannschaft zunächst gemeldet, aber nicht angetreten |

## Männer
| 2022 Details | Santa Marta, Kolumbien | Venezuela | 2:0 | Kolumbien | Trinidad und Tobago | 2:0 | Mexiko |

### Platzierungen der männlichen Nationalmannschaften
| Nation                  | 2022 |
| ----------------------- | ---- |
| Dominikanische Republik | 05   |
| Kolumbien               | 02   |
| Mexiko                  | 04   |
| Puerto Rico             | 06   |
| Trinidad und Tobago     | 03   |
| Venezuela               | 01   |
| Teilnehmerzahl          | 6    |

| Legende | Legende | Legende | Legende                                             |
| ------- | ------- | ------- | --------------------------------------------------- |
| 1       | 2       | 3       | Podest-Platzierungen                                |
| 4       | 4       | 4       | Halbfinalist                                        |
| 5 bis 8 | 5 bis 8 | 5 bis 8 | Viertelfinalisten                                   |
| T       | T       | T       | teilgenommen, aber keine Platzierungsspiele         |
| X       | X       | X       | Mannschaft zunächst gemeldet, aber nicht angetreten |

## Ranglisten
| 01 | Venezuela           | – | 1 | – | 1 | 1 | – | – | 1 | 1 | 1 | – | 2 |
| 02 | Mexiko              | 1 | – | – | 1 | – | – | – | – | 1 | – | – | 1 |
| 02 | Kolumbien           | – | – | 1 | 1 | – | 1 | – | 1 | – | 1 | 1 | 2 |
| 04 | Trinidad und Tobago | – | – | – | – | – | – | 1 | 1 | – | – | 1 | 1 |